# العالم السفلي: الصحوة (فلم)
العالم السفلي: الصحوة هو فيلم رعب تم إنتاجه في الولايات المتحدة وصدر في سنة 2012. الفيلم من كتابة لين وايزمان وريتشارد رايت. من بطولة كيت بيكينسيل وثيو جيمس وتشارلز دانس. الفيلم حاصل علي تقييم 6.4 في IMDb.

## القصة
قصة فيلم اندر ورلد 4 عن مصاصة دماء سيلين في الجزء 3 كان العراك قد انتهى والآن المشكلة كان هناك التطهير وقامة سيلين من نوم مدتة 12 عام في سبات في مستشفى وكان من حررها ابنتها وكأنو الذين في المستشفى هم مستذى بين وكأنو يحاولون تطوير جنسهم من دم ابنت سيلين لانها ورثة من ابيها التحول وأمها مصاصة دماء وكانت الاقوى بينهم

## فريق العمل
- Kate Beckinsale بدور Selene
- Stephen Rea بدور Dr. Jacob Lane
- Michael Ealy بدور Detective Sebastian
- Theo James بدور David

## الميزانية والإيرادات
بلغت تكلفة إنتاج الفيلم حوالي 70 مليون دولار بينما حقق أرباحا تقدر بـ 160112671 دولار.

## وصلات خارجية
- مقالات تستعمل روابط فنية بلا صلة مع ويكي بيانات
- فيلم Underworld Awakening - افلام اون لاين
- بيانات فيلم Underworld Awakening من قاعدة بيانات الأفلام IMDb